# Розацеа
Розацеа (лат. rosacea) — хронічний дерматоз обличчя. Проявляється в утворенні еритеми центральної частини обличчя і телеангіектазій, появою висипань папуло-пустульозного характеру, вогнищ гіперплазії сальних залоз та сполучної тканини.
Захворювання найчастіше виникає після 30 років, найактивніший розвиток припадає на віковий період 40—60 років. Хворіють в основному жінки, проте у чоловіків перебіг хвороби має тяжчий характер. Рівень захворюваності у різних країнах коливається від 1 до 10 % загальної популяції, переважно у жінок з північноєвропейських країн.
Причинами захворювання на розацеа вважаються патологія травного каналу, дисфункція ендокринної системи, психосоматичні та імунні порушення. Алкоголь, гарячі напої, прянощі, які опосередковано, через рефлекторну дію, розширюють судин шкіри обличчя, сприяють розвитку розацеа. Є данні, що на розвиток хвороби може впливати сонячне опромінення, тепло, холод.
У жінок загострення розацеа відбувається під час вагітності, клімаксу, перед менструацією. Частіше хворіють жінки з ранньою менопаузою, фізіологічним чи хірургічним клімаксом.
Виділяють чотири стадії захворювання:
- прерозацеа — тимчасове почервоніння шкіри (минуща еритема та гіперемія);
- судинна розацеа — стійка еритема і телеангіектазія;
- запальна розацеа — папули;
- пізня розацеа — ринофіма.

Лікування розацеа не має єдиної схеми, оскільки на захворювання впливає велика кількість різноманітних факторів захворювання і численні форми клінічного вияву хвороби. На початкових стадіях розацеа використовують судинні засоби, зокрема і з примочками. При папуло-пустульозній формі застосовують антибактеріальні препарати системної та
місцевої дії, себосупресивні (ретиноїди, антиандрогени), препарати, що покращують кератинізацію, та інші.